# Andrzej Tomko
Andrzej Tomko (ur. 8 stycznia 1965 w Kłodzku) – polski duchowny katolicki, teolog, pedagog, specjalizujący się w pedagogice rodziny; nauczyciel akademicki związany z PWT we Wrocławiu i PWSZ w Wałbrzychu, w latach 2012–2014 rektor Papieskiego Wydziału Teologicznego we Wrocławiu.

## Życiorys
Urodził się w 1965 roku w Kłodzku, jako syn Jana Tomko i Doroty z domu Fijałka. Po ukończeniu szkoły podstawowej kontynuował naukę w Liceum Ogólnokształcącym w Nowej Rudzie, które ukończył w 1983 roku zdobywając świadectwo dojrzałości. Następnie podjął studia filozoficzno-teologiczne na Papieskim Wydziale Teologicznym we Wrocławiu, kończąc je w 1989 roku. W tym samym roku przyjął we wrocławskiej archikatedrze św. Jana Chrzciciela święcenia kapłańskie z rąk kard. Henryka Gulbinowicza.
Przez pewien czas po święceniach pracował duszpastersko jako wikariusz w Świdnicy, a następnie podjął studia specjalistyczne z pedagogiki rodziny na Katolickim Uniwersytecie Lubelskim. W 2005 roku uzyskał stopień naukowy doktora nauk teologicznych w zakresie pedagogiki o specjalności pedagogika rodzina na podstawie pracy pt. Możliwość zastosowania zasady pomocniczości w Kościele na przykładzie działalności Diecezjalnego Ośrodka Duszpasterstwa Rodzin we Wrocławiu po Soborze Watykańskim II, której promotorem był ks. prof. dr hab. Piotr Nitecki. W międzyczasie zajmował stanowiska prefekta we wrocławskim Metropolitalnym Wyższym Seminarium Duchownym, a następnie sekretarza Papieskiego Wydziału Teologicznego we Wrocławiu. W 2005 roku uzyskał na obu tych uczelniach katolickich stanowisko adiunkta.
4 czerwca 2007 roku został wybrany prorektorem do spraw organizacyjnych Papieskiego Wydziału Teologicznego we Wrocławiu. 1 września 2010 roku rozpoczął swoją drugą kadencję na tym stanowisku. Poza tym wykłada w Instytucie Humanistycznym Państwowej Wyższej Szkole Zawodowej im. Angelusa Silesiusa w Wałbrzychu. 26 czerwca 2012 roku. uzyskał stopień naukowy doktora habilitowanego, a 1 października tego samego roku mianowany został profesorem Papieskiego Wydziału Teologicznego we Wrocławiu. Podczas 359. Zebrania Plenarnego Konferencji Episkopatu Polski wybrano go na konsultora Rady Naukowej KEP. 10 października 2012 roku został wybrany rektorem Papieskiego Wydziału Teologicznego we Wrocławiu.

## Publikacje
- Kiedy myślę Polska. 100 drogowskazów Jana Pawła II dla Ojczyzny, Świdnica 2007.
- Przeznaczeni do głoszenia Ewangelii. Rok Świętego Pawła, Wrocław 2009.
- Misterium miłości, Wrocław 2010.
- Kształtowanie się studiów teologicznych we Wrocławiu w latach 1702-2011, Wrocław 2012.